# Ђорђе Бајић
Ђорђе Бајић (Београд, 21. јул 1975) српски је писац, филмски и књижевни критичар.

## Критика и журналистика
По образовању је магистар теорије уметности и медија.
Пише или је писао за City Magazine, Попбокс, Yellow Cab, Хупер, Pressing, НИН, Политикин Забавник, Филаж. Његов есеј Српски крими филм: Убиство на подмукао и на свиреп начин и из ниских побуда Живорада Жике Митровића уврштен је у зборник Нови кадрови: скрајнуте вредности српског филма
Са Иваном Велисављевићем и Зораном Јанковићем објавио је две књиге критика: Критички водич кроз српски филм, 2000-2017 и Најбољи српски филмови 21. века. Kњига „Kритички водич кроз српски филм, 2000-2017“ аутора Ђорђа Бајића, Зорана Јанковића и Ивана Велисављевића, објављена је у издању Филмског центра Србије. „Kритички водич кроз српски филм, 2000-2017“, најављен је као јединствена књигу у нашој култури која садржи критичке текстове о свим српским дугометражним играним филмовима приказаним у редовној биоскопској дистрибуцији или на фестивалима у периоду од 2000. до 2017. године. Ово капитално издање тројице преданих и истрајних српских критичара млађе генерације и љубитеља српског и југословенског филма темељи се, између осталог, и на њиховом дугогодишњем критичарском искуству у штампаним и електронским медијима и што су се у свом раду специјализовали управо за српски филм.  Књига на енглеском језику The Best Serbian Films of the 21st Century аутора Ђорђа Бајића, Зорана Јанковића и Ивана Велисављевића  надовезује се на хваљено хит-издање, критичарски зборник Kритички водич кроз српски филм 2000-2017 исте ауторске тројке. Нова књига садржи њихове критике најбољих и најуспешнијих српских играних филмова од почетка 21. века до 1. јануара ове године. Kако је у свом предговору истакао Мирољуб Стојановић, уредник ове књиге али и уредник издаваштва у ФЦС-у, „у питању је потпуно нова књига, књига која најпре својим садржајем, апдејтовањем у односу на најновију филмску продукцију, а пре свега профилисаним концептом, врло конзистентно али и полемички, кроз оптику својих аутора, нуди хијерархију српског играног филма у овом миленијуму“.

## Списатељска каријера
Крајем 2010. године, београдска издавачка кућа Паладин је објавила Бајићев први роман Острво проклетих. Роман Острво проклетих је почетком 2013. године освојио треће место у категорији Најбољи српски роман са елементима фантастике у оквиру Избора најбољег СФ, хорор и фентези романа. Испред Острва проклетих нашли су се само Кнежевићев Црни цвет и Пекићево Беснило. Други роман, трилер Жута кабаница, објавио је у јуну 2013. године. Трећи роман, такође у издању Чаробне књиге, Једно ђубре мање, своју премијеру је имао 25. октобра 2015. године, на шездесетом Међународном београдском сајму књига. Роман у наставцима Црвени снег, излазио је на сајту Before After у октобру 2015. године. Свој пети роман, Бајић је објавио за издавачку кућу Лагуна, 6. априла 2021. године. У питању је мистерија Смрт у ружичастом, написан трећи али хронолошки први роман у коме важну улогу игра инспектор Никола Лиман.

### Пријем код критике
Хрватски критичар Давор Шишовић је Острво проклетих похвалио у Гласу Истре и на свом блогу Књиге за плажу, те нагласио: „Успио је Ђорђе Бајић много тога сабити између корица свога романа. Иако му је исходиште на далеком Западу, у причу су умијешани и ликови поријеклом с Балкана; иако је пародијски, овај је роман у неку руку и апокалиптичан; иако има властиту оригиналну причу, зналци ће у тексту ишчитати и читав низ литерарних и филмских посвета (што је у хорору постало готово па правило, поготово у зомбијевском хорору); на једној разини овај се роман може читати и као још једна у низу прича о сукобу елита и супкултурних група; и напослетку - забаван је, јако је забаван."
Српски критичар Мића Вујичић је у дневном листу Блиц написао „Иако у свом првенцу непретенциозно исписује чисту палп причу, трудећи се да испоштује сва правила жанра, немогуће је не приметити понешто од те поп ерудиције. Ђорђе Бајић се игра причом, али не заузима циничан однос према материји чије је све токове очигледно добро изучио, већ пре ствара утисак да у свему томе гурмански ужива." Ирена Јаворски је у књижевном додатку листа Блиц написала да је роман Острво проклетих је прави пример жанровске литературе у свом најкомерцијалнијем облику, „идеално штиво за плажу“, и додала: „Полудетективска фабула грађена је по принципу додавања мноштва ликова и садржаја (информација) који се више тичу њих, а мање саме радње романа, плус већина дијалога се чини заморним, чиме се уназађује глатко вођење читаоца ка грандиозном финалу приче која, на наиван начин, доноси критику капитализма."
Македонски критичар Златко Гелески је у магазину Кошмар написао: „Нека неко под хитно јави Тарантину и Родригезу да се окану каубоја и мачета, и лате адаптирања Острва проклетих. Књига је као створена за њих; ту су на једно месту: ђало, вампири, зомби патуљци и кловнови, експлоатација, палп, хероина спремна да убије, референце на поп-културу и порно глумце... До краја романа сваки читалац ће пожелети да постане члан Агенције!"
О роману Једно ђубре мање, Владимир Петровић је напсао: „Следујући правилима жанровске књижевности, Бајић ствара дело са добрим заплетом и ништа мање занимљивим набојем. Узори су му свакако такозвана тврдо кувана криминалистичка дела, чији су најзначајнији представници Дашијел Хемет и Рејмонд Чендлер. Свет у којем харају контроверзни бизнисмени, старлете, проститутке и богати наследници, сједињен са интригама које се плету између власти и криминалних структура, а зачињен са пуно дроге, алкохола и смрти, растуриће пркосни, непоткупљиви и од живота уморни детектив, баш како то и бива у „тврдо куваним“ класицима детективског жанра. Ипак, битно је и то што Бајић не стаје само на томе дајући Једном ђубрету мање изузетно важан временски и локални шмек.“
Критичар Дејан Огњановић је причу Бајићеву причу Рога у У врзином колу истакако као најбољу у збирци, док је критичарка Милица Цветковић Рогу описала следећим речима: „Прича је толико интересантна да сам је прочитала у даху. Писана у форми истраживачког новинарског пројекта који се бави расветљавањем мистерије бизарног крвавог пира од пре четрдесет година, успева да замути границу између онога што доживљавамо као стварност или фикцију. Толико је вешто испричана да делује као сасвим легитиман догађај. Литерарни квалитет је на високом нивоу.“

## Дела
- Српски крими филм: Убиство на подмукао и на свиреп начин и из ниских побуда Живорада Жике Митровића, есеј у зборнику Нови кадрови: скрајнуте вредности српског филма (Clio, 2008)
- Острво проклетих (Паладин, 2010), роман
- Црна звезда (Паладин, 2012), новелета у оквиру антологије У знаку вампира[тражи се извор]
- Жута кабаница (Чаробна књига, 2013), роман[11]
- Баламска авет (Паладин, 2014), новелета у оквиру антологије HAARP и друге приче о теоријама завере
- Једно ђубре мање (Чаробна књига, 2015), роман[21]
- Црвени снег (2015-2016), роман у наставцима
- Рога (Страхор, 2017), прича у оквиру антологије У врзином колу[22]
- Жена у огледалу (Соларис, 2017), прича у оквиру антологије Страх и трепет: Српска хорор прича[23]
- Кошута (Костаниотис, 2018), новелета у оквиру антологије БалкаНоар (објављено на грчком)[24]
- Критички водич кроз српски филм, 2000-2017. (Филмски центар Србије, 2018), књига критика (заједно са Зораном Јанковићем и Иваном Велисављевићем)[25]
- The Best Serbian Films of XXI Century (Филмски центар Србије, 2019), књига критика на енглеском (заједно са Зораном Јанковићем и Иваном Велисављевићем)[26]
- Беснило 2.0 (Лагуна, 2020), прича у оквиру антологије Пре времена чуда[27]
- Смрт у ружичастом (Лагуна, 2021), роман[28]
- Умри љубави (Лагуна, 2023), роман[29]